# Jan Klípa
Jan Klípa (* 20. února 1976 Praha) je český historik umění specializovaný na středověké umění a metodologii dějin umění.

## Život
Vystudoval Filozofickou fakultu pražské Karlovy univerzity, obor Dějiny umění a Evangelickou teologickou fakultu Karlovy univerzity, obor Ekumenická teologie.
Od roku 2004 působil v Národní galerii v Praze jako kurátor sbírky středověkého umění a tajemník pro vědu a výzkum. Zabývá se deskovou malbou 14. a 15. století ve střední Evropě, historiografií a metodologií oboru a vztahu umění a liturgie. Od roku 2013 byl vedoucím editorem odborného časopisu Bulletin Národní galerie v Praze. Roku 2017 se stal vědeckým tajemníkem Ústavu dějin umění Akademie věd České republiky.

### Ocenění
- 2014 Cena Josefa Krásy určená historikům umění do 40 let věku, udělovaná Uměleckohistorickou společnosti (UHS)[7]
- 2016 nominace na cenu Patrimonium pro futuro, NPÚ v Ústí nad Labem v kategorii prezentace hodnot[8]

### Publikace
- Jan Klípa, Kapitoly z deskové malby krásného slohu (doktorská disertační práce), Ústav pro dějiny umění FF UK v Praze 2006
- Mateusz Kapustka, Jan Klípa, Andrzej Kozieł, Piotr Oszczanowski, Vít Vlnas (ed.), Slezsko. Perla v České koruně. Historie. Kultura. Umění, Národní galerie v Praze ve spolupráci s Muzeum Miedzi w Legnicy, Praha 2007, ISBN 978-80-7035-337-0
- Helena Dáňová, Jan Klípa, Lenka Stolárová (eds.), Slezsko - země Koruny české. Historie a kultura 1300-1740., Díl A, B, 949 s., Národní galerie v Praze 2008, ISBN 978-80-7035-396-7
- Jan Klípa (ed.), Sborník Liturgický prostor v současné architektuře, nakl. Síť 2009, ISBN 978-80-86040-17-2
- Jan Klípa, Ymago de Praga. Desková malba ve střední Evropě 1400-1430, 255 s., Národní galerie v Praze 2013, ISBN 978-80-7035-502-2
- Dušan Foltýn, Jan Klípa, Pavlína Mašková, Petr Sommer a Vít Vlnas (ed.), Otevři zahradu rajskou. Benediktini v srdci Evropy 800-1300, Národní galerie v Praze 2015, ISBN 978-80-7035-550-3
- Jan Klípa, Michaela Ottová (eds.): Bez hranic. Umění v Krušnohoří mezi gotikou a renesancí, 792 s., Národní galerie v Praze, Praha 2015, ISBN 978-80-7035-583-1

### Kurátor
- 2014 Otevři zahradu rajskou, Benediktini v srdci Evropy 800–1300[9]
- 2015/2016 Bez hranic. Umění v Krušnohoří mezi gotikou a renesancí (M. Ottová, kurátoři J. Klípa, Š. Chlumská)[10]